# Lars Moa
Lars Moa, né en 1947, est un traducteur norvégien.
Ancien professeur de lycée, Lars Moa a étudié l'anglais et les langues scandinaves, principalement le danois, le suédois et le féroïen. Passionné par les îles Féroé depuis son premier séjour dans ces îles en 1983, il se consacre à la traduction littéraire depuis 2003 et s'attache à faire connaître la littérature féroïenne. Il traduit de la poésie, des romans et des livres pour enfants. Il a notamment contribué à faire connaître en Norvège Jóanes Nielsen, Martin Næs, Oddvør Johansen, Rakel Helmsdal et Carl Jóhan Jensen.
Lars Moa est membre de l'Association norvégienne des traducteurs littéraires (Norsk Oversetterforening). Il a reçu en 2007 le prix de la Société de la langue norvégienne (Noregs Mållag) pour son engagement en faveur de la littérature féroïenne et ses traductions de l'œuvre de Jóanes Nielsen. 